# Paul Aler
Paul Aler (Saint-Vith, Bélgica, 11 de noviembre de 1654 - Düren, Alemania, 2 de mayo de 1727) fue un sacerdote jesuita alemán, educador de renombre y autor de libros pedagógicos.

## Biografía
Paul Aler estudió durante tres cursos (1673-1676) en el colegio de las Tres Coronas de Colonia, antes de entrar en la Compañía de Jésus. Una vez terminado su noviciado, regresó a Colonia (1680) donde enseñó durante cinco años prácticamente de todo, menos retórica. 
Simultáneamente estudió Teología y se preparó para recibir el sacerdocio, al que se consagró en 1687, a la edad de 23 años, en la ciudad de Colonia. Su formación terminó con un tercer examen en Geist (1688-1689).
De regreso a Colonia enseñó Filosofía (1689-1692), Teología moral (1691-1703) y fue rector del Seminario de Colonia de 1703 a 1713. Construyó un salón de actos donde se llevaron a cabo multitud de obras teatrales y otras puestas en escena. Dejó el recuerdo de ser un hombre que defendió celosamente los derechos de su centro, frente a las intervenciones del mundo exterior, ya fueran académicas (la universidad) o políticas.
En Tréveris, en 1713, enseñó nuevamente Teología. Luego pasó a la localidad de Münstereifel (1717-1721) antes de ser nombrado director del colegio de Aquisgrán (1721-1724). Su salud empezó a declinar. Marchó a Düren, donde murió el 2 de mayo de 1727, a los 70 años de edad.

## Obras
Paul Aler no es un autor original. Sus escritos son de orden pedagógico y estaban destinados a ayudar a otros a enseñar multitud de asuntos particulares.
- Praxis poetica sive methodus quodcunque genus carminis facile et eleganter componendi,, 1702. Un libro de textos y de teoría poética.
- Conclusiones ex universa philosophia, 3 vol., 1692. Manual de introducción a la filosofía.
- Gradus ad Parnassum, que es una revisión de un libro anterior, publicado anónimamente en París en 1652 y atribuido a P. Chatillon. Paul Aler lo publicó en Colonia en 1706, y es un libro de ayuda a la versificación poética. Libro escolar en el que no consta la edición.
- Dictionarium Germanico-Latinum (1717), preparado especialmente para sus estudiantes.
- Philosophia tripartita, 1710.